# Joseph Gonzales
Joseph Gonzales (19 de febrer de 1907 - 26 de juny de 1984) fou un futbolista francès.

## Selecció de França
Va formar part de l'equip francès a la Copa del Món de 1934.